# Kali griffithii
Kali griffithii är en amarantväxtart som först beskrevs av Aleksandr Andrejevitj Bunge, och fick sitt nu gällande namn av Akhani och Roalson. Kali griffithii ingår i släktet Kali och familjen amarantväxter. Inga underarter finns listade i Catalogue of Life.